# Banská Štiavnica
Banská Štiavnica (německy Schemnitz, maďarsky Selmecbánya) je historické město na středním Slovensku, kde byly na počátku novověku významné zlaté a stříbrné doly.
Rozkládá se v údolí Štiavnických vrchů. Dodnes je patrné jeho bývalé bohatství, které se projevilo množstvím výstavných staveb. Historická část města, která je městskou památkovou rezervací, je od prosince 1993 zapsána na seznamu Světového dědictví UNESCO. 

## Historie
Místo bylo osídleno už v období neolitu, ve 3. století př. n. l. si zde zřídili Keltové sezónní sídliště a v létě rýžovali zlato v řece. V jedné ze štol byla nalezena římská keramika, ale trvalé sídlo vzniklo až ve středověku. Roku 1075 se poprvé zmiňuje těžba zlata, od 12. století přicházeli němečtí kolonisté a v polovině 13. století dostalo sídlo městská práva jako uherské horní město. Roku 1380 vytvořila Štiavnica spolu s městy Banská Bystrica a Kremnica spolek svobodných horních měst.[zdroj?]
V 15. století během konfliktů mezi polským a uherským králem Vladislavem III. a Ladislavem Pohrobkem bylo město roku 1442 vyrabováno a vypáleno a o rok později postiženo zemětřesením. Obnovu zahájil až král Matyáš Korvín a roku 1513 byla městská práva obnovena. Roku 1525 vypuklo hornické povstání a když roku 1541 dobyli Turci Budín, vybudovali zde kolem města dvojité opevnění a Starý i Nový zámek. Štoly převzal habsburský stát.[zdroj?]
Roku 1627 byl v okolních dolech poprvé použit střelný prach a v následujících sto letech město velmi utrpělo válkami, Rákócziho povstáním a roku 1710 také morem. Rekordní těžba byla nicméně zaznamenána v roce 1690, kdy bylo ve zdejší oblasti vytěženo celkem 29 tun stříbra a 605 kg zlata. Ale teprve po Szatmárském míru 1711 mohlo město opět vzkvétat. Pro účely těžby byla v okolí vybudována ojedinělá soustava umělých rybníků a sběrných kanálů, zvaných tajchy (z něm. der Teich, rybník). Voda sloužila jako zdroj energie pro pohon vodních sloupcových čerpadel, odvodňujících místní doly. Roku 1722 zde Angličan Isaac Potter s rakouským architektem Josefem Fischerem z Erlachu postavili první atmosférický parní stroj na evropském kontinentě jako pohon těchto čerpadel.[zdroj?]
Roku 1735 byla založena báňská škola, roku 1770 rozšířená na báňskou akademii. Do roku 1919 zde sídlil Hlavní komorsko-grófský úřad, který řídil hornictví, hutnictví a mincovnictví na celém území Uher. Roku 1746 byl postaven první vodovod. Za vlády císařovny Marie Terezie město rychle rostlo, až roku 1782 dosáhlo 20 tisíc obyvatel a stalo se třetím největším městem v Uhrách, po Bratislavě a Debrecínu.[zdroj?]
V 19. století těžba upadala a obyvatelé se stěhovali jinam. Roku 1919 dobyli město vojáci maďarské Republiky rad. Za holokaustu bylo zavražděno přes 100 zdejších Židů. Roku 1945 byli vypuzeni zbývající Němci a město pozvolna upadalo, i když roku 1949 byla jako „stavba mládeže“ otevřena nová železniční trať do Hronské Dúbravy. Roku 1993 bylo historické jádro města zapsáno na seznam Světového dědictví UNESCO a o rok později skončila těžba v poslední štole.[zdroj?]
Dne 18. března 2023 zasáhl historické centrum města rozsáhlý požár, který vážně poškodil sedm historických domů.

## Přírodní poměry
Město leží na území chráněné krajinné oblasti Štiavnické vrchy. V jeho katastrálním území se nachází chráněné areály Arborétum Kysihýbeľ, Banskoštiavnická botanická záhrada a Michalské rašelinisko. Do správního území města zasahuje také část přírodní rezervace Kamenný jarok.

## Doprava
Městem vede Silnice I/51, spojující město se Zvolenem a rychlostní silnicí R1. Od roku 1949 je v provozu Železniční trať Hronská Dúbrava – Banská Štiavnica, takzvaná Trať mládeže, která nahradila klikatější úzkorozchodnou železnici z roku 1873. Nachází se na ní stanice Banská Štiavnica. Vzdálenost stanice od centra a škrty ve státním rozpočtu měly opakovaně na této trati vést k zastavení osobní dopravy, naposledy v roce 2012; po občanském odporu místních trať zůstala v provozu, avšak s minimální nabídkou spojů.

## Pamětihodnosti
- Hlavní památky jsou rozloženy uvnitř a po obou stranách údolí Štiavnických vrchů. Centrum města se nachází na vidlici cest, která vytváří Radniční náměstí a náměstí sv. Trojice. Mezi nimi je budova radnice a kostel sv. Kateřiny. Ve středu náměstí sv. Trojice je barokní morový sloup. Na tomto náměstí je vedle historických měšťanských domů i Hellenbachův dům – sídlo Báňského soudu a později patřící Báňské a lesnické akademii (dnes muzeum). Starý zámek se nachází na vyvýšenině nad náměstím sv. Trojice, zatímco Nový zámek je na hoře nad údolím města.
- Starý zámek, pevnostní stavba nad náměstím, obklopená hradbou a pěti věžemi. Původně zde byl městský kostel. V době tureckého nebezpečí byl opevněn, klenba stržena a vytvořeno tak vnitřní nádvoří. Původní bránová věž byla v roce 1770 nadstavěna a přeměněna na zvonici a zastřešena barokní přilbicí. V zámku se nacházejí expozice Slovenského báňského muzea.
- Nový zámek, šestipodlažní věžovitá stavba se čtyřmi baštami na rozích (1564–1571). Stavba s výhodnou strategickou polohou sloužila k posílení obrany v době tureckého nebezpečí.
- Klopačka, renesančně barokní věž z roku 1691. Klepáním na dřevěnou desku se oznamoval zejména počátek fárání.
- Pozdně gotický kostel sv. Kateřiny, jednolodní stavba bez věže s pozdně gotickou hvězdicovou klenbou (tzv. slovenský kostel).
- Barokní kostel Nanebevzetí Panny Marie se dvěma věžemi v průčelí.
- Marínin dom, kde se setkávali Andrej Sládkovič a Marína Pichlová. Jeho báseň Marína je první lyrickou básní napsanou ve spisovné slovenštině.
- Piargská brána, pozůstatek městských hradeb, 16. století.
- Kalvárie, barokní komplex Dolní, Střední a Horní kostel a cesta s kapličkami.
- Synagoga z počátku 19. století
- V okolí města se nacházejí početná důlní díla; umělé vodní nádrže zvané tajchy sloužily pro provoz dolů. Nejznámější z nich je jezero Počúvadlo.

## Osobnosti
- Alois Wehrle (1791–1835), profesor chemie, hutnictví, metalurgie a mineralogie[6]
- Andrej Sládkovič (1820–1872), kněz, básník, publicista a překladatel
- Andrej Kmeť (1841–1908), kněz, archeolog, botanik, etnograf, geolog a historik
- Emília Vášáryová (* 1942), herečka
- Magda Vášáryová (* 1948), herečka, politička a diplomatka

## Partnerská města
- Hünenberg, Švýcarsko
- Moravská Třebová, Česko
- Olsztynek, Polsko
- Ptuj, Slovinsko
- Soragna, Itálie
- Šoproň, Maďarsko

### Galerie

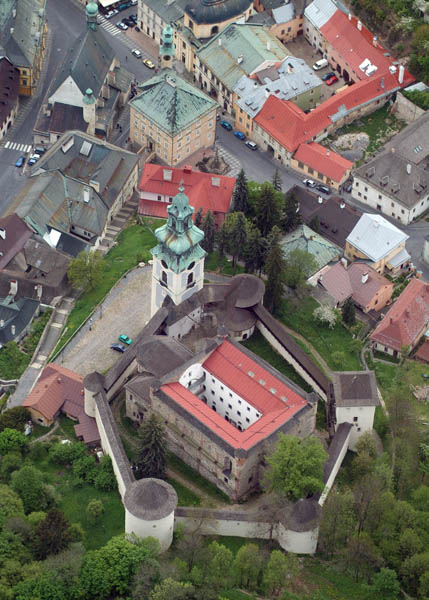
Starý zámek
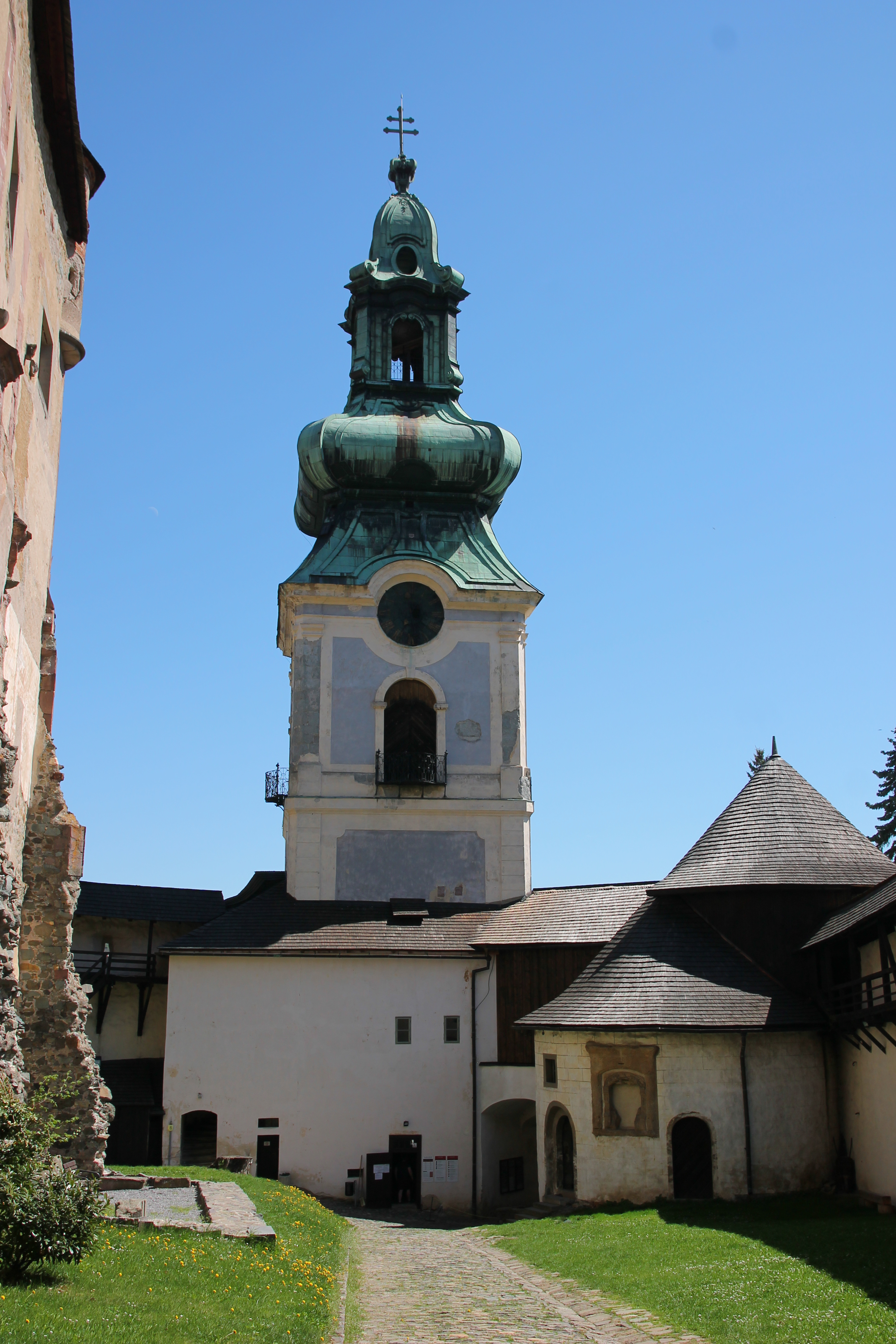
Starý zámek, vnější nádvoří se zvonicí a románským karnerem
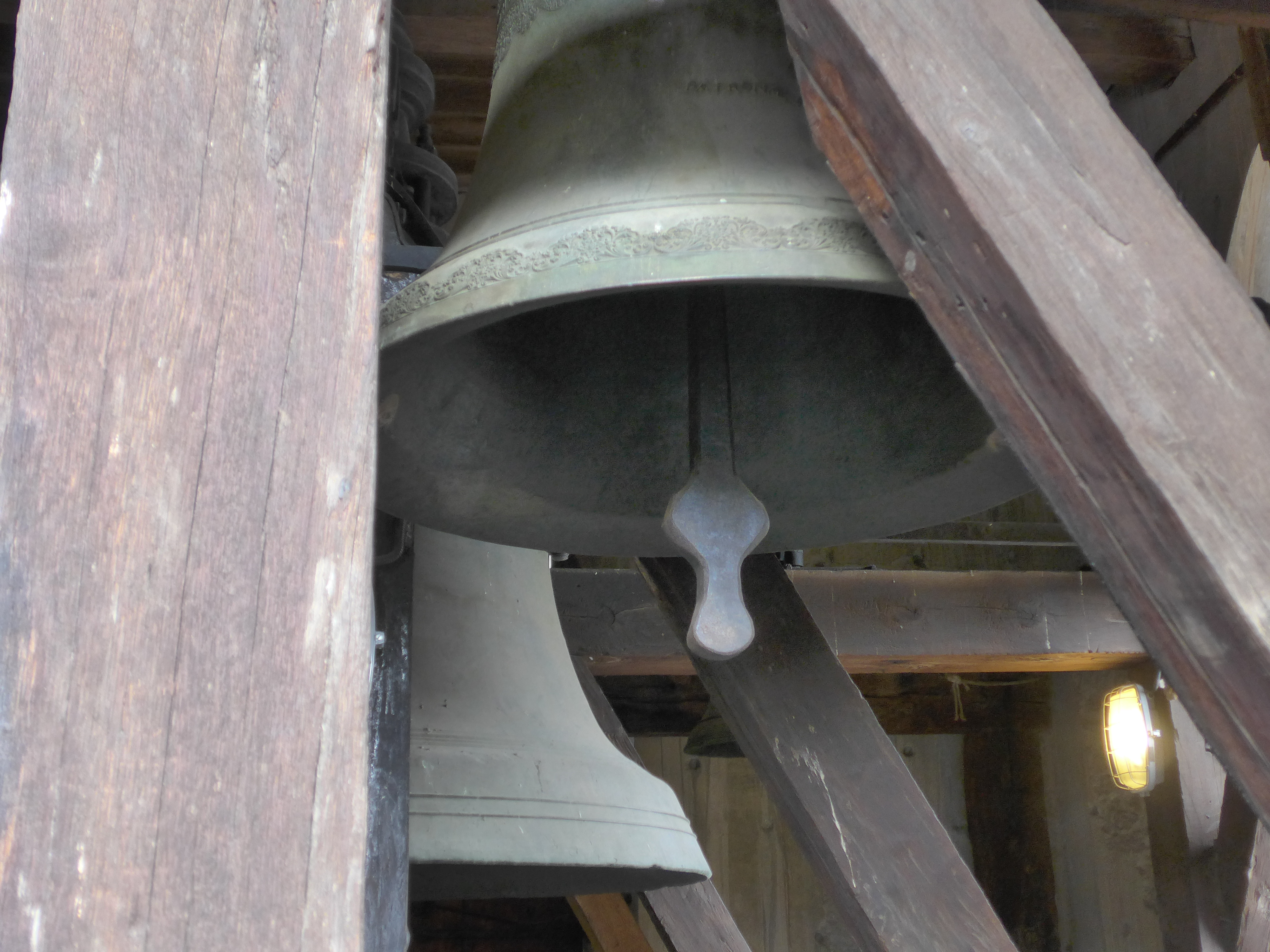
Starý zámek, interiér zvonice
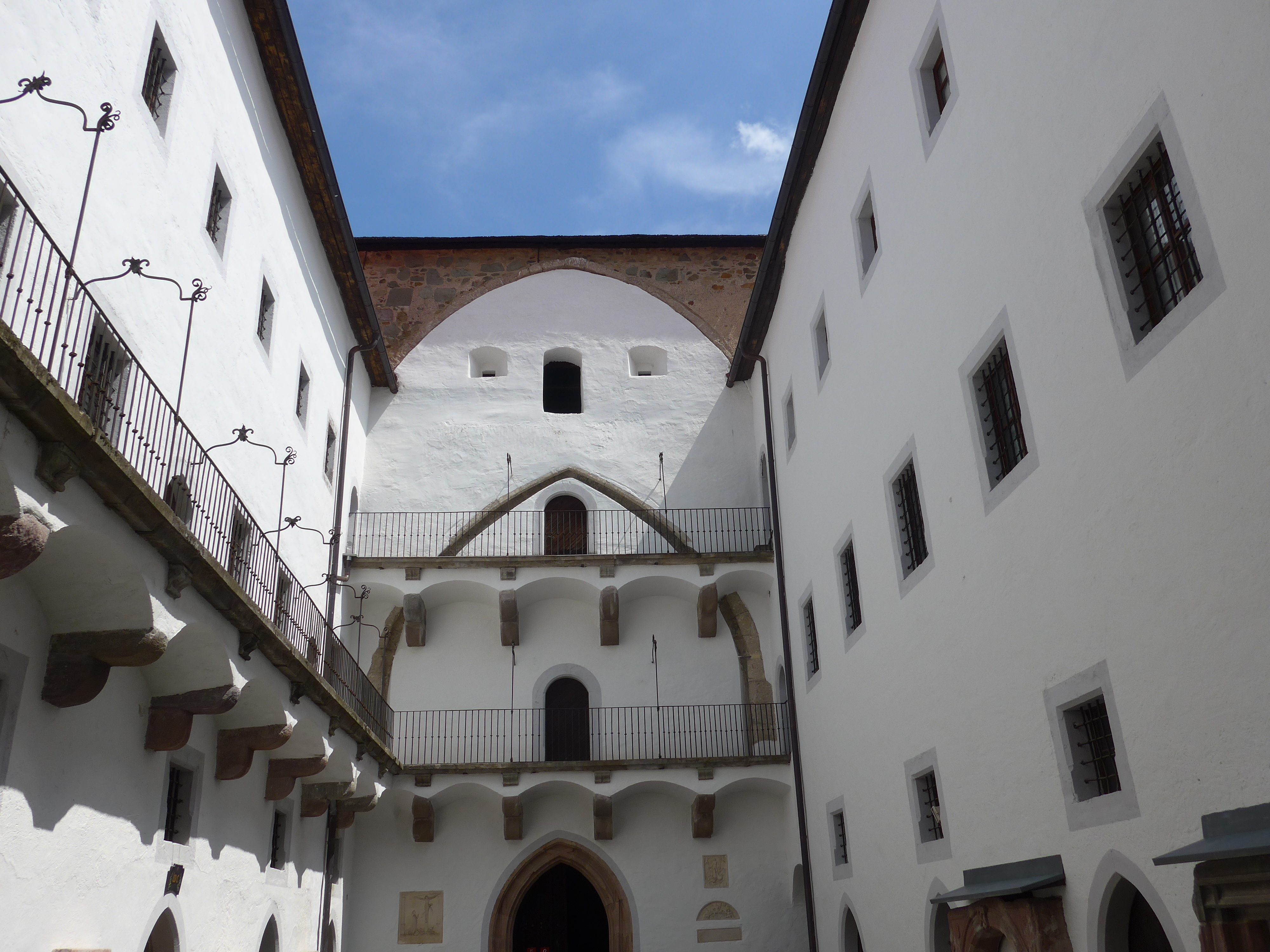
Starý zámek – vnitřní nádvoří
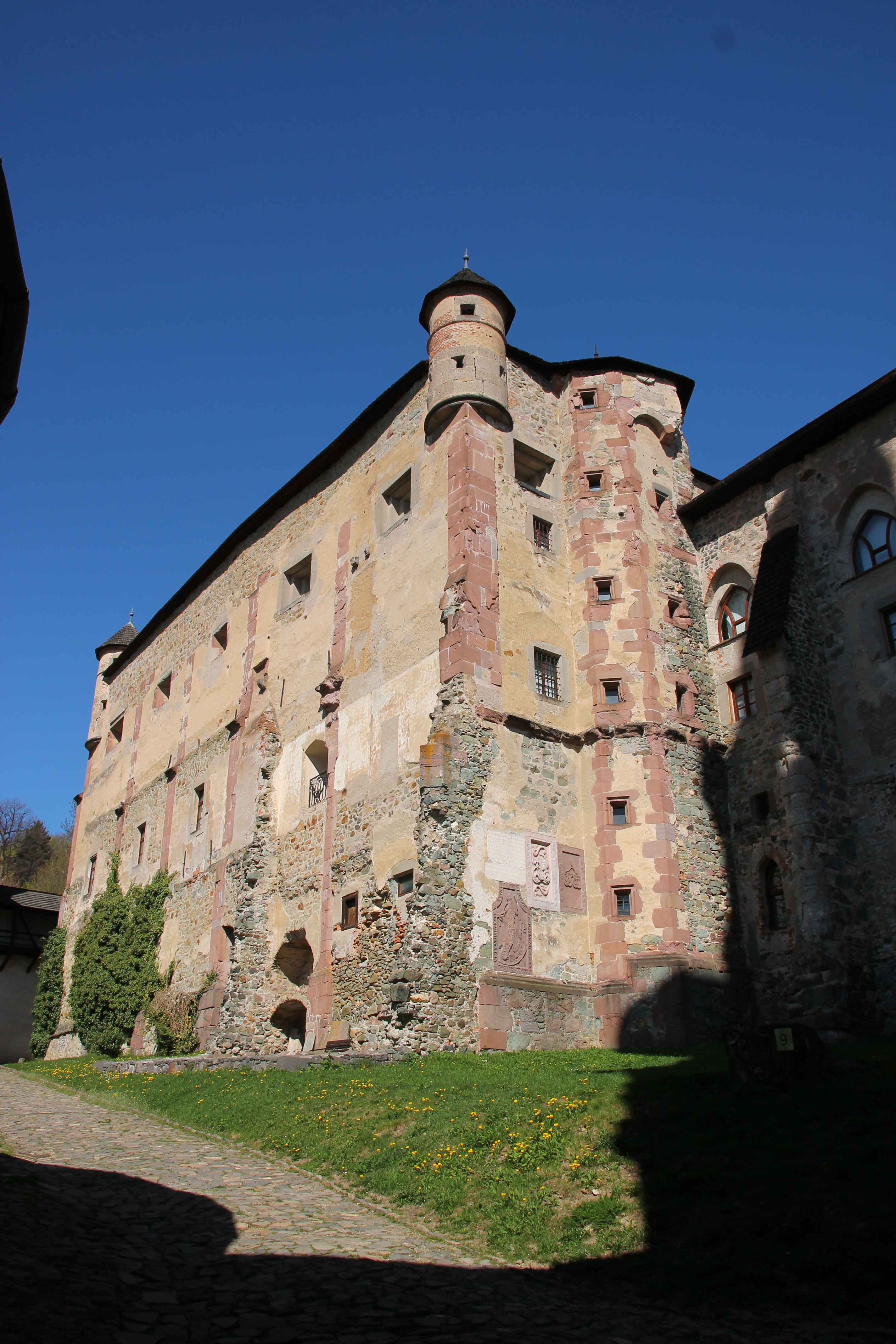
Starý zámek
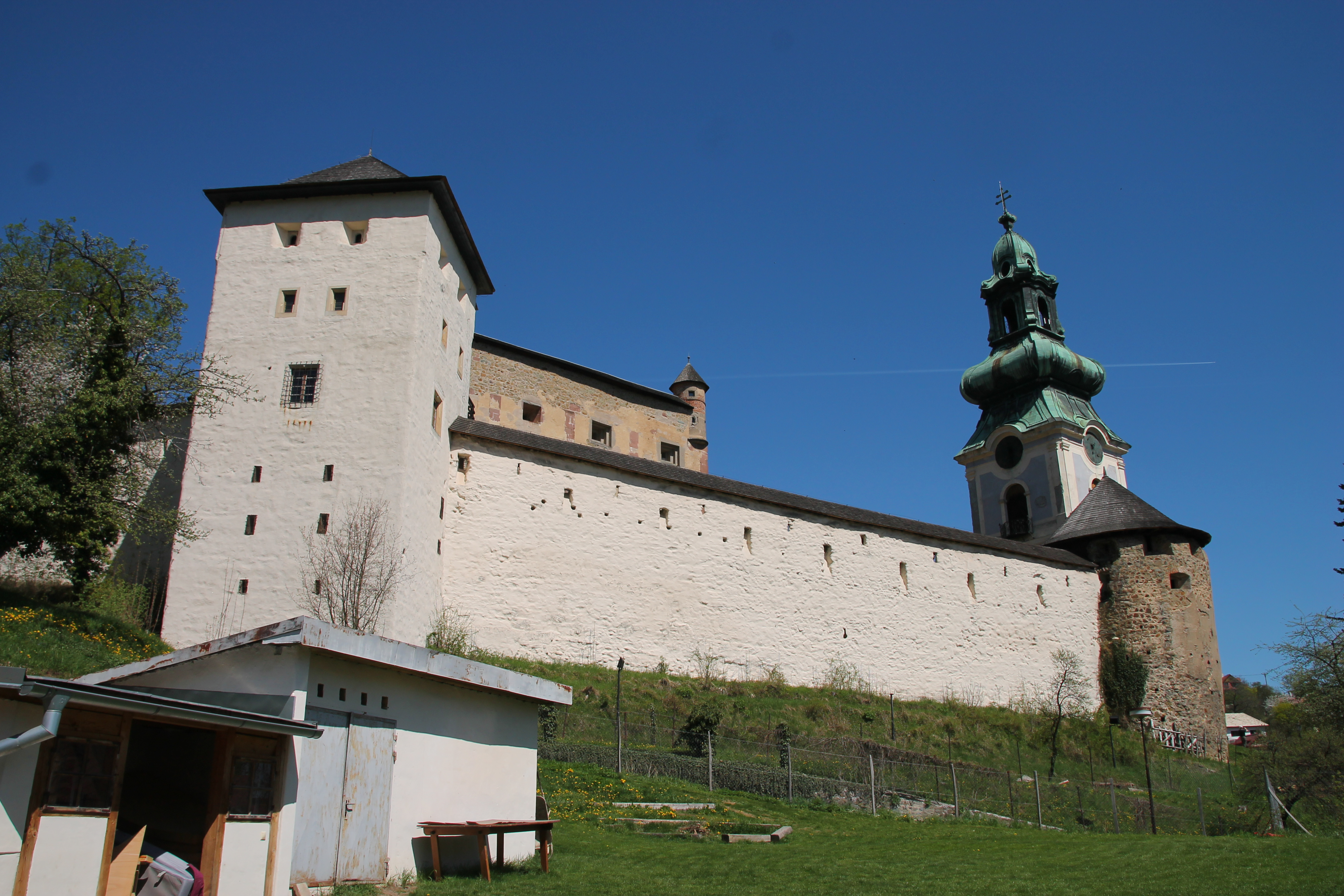
Starý zámek
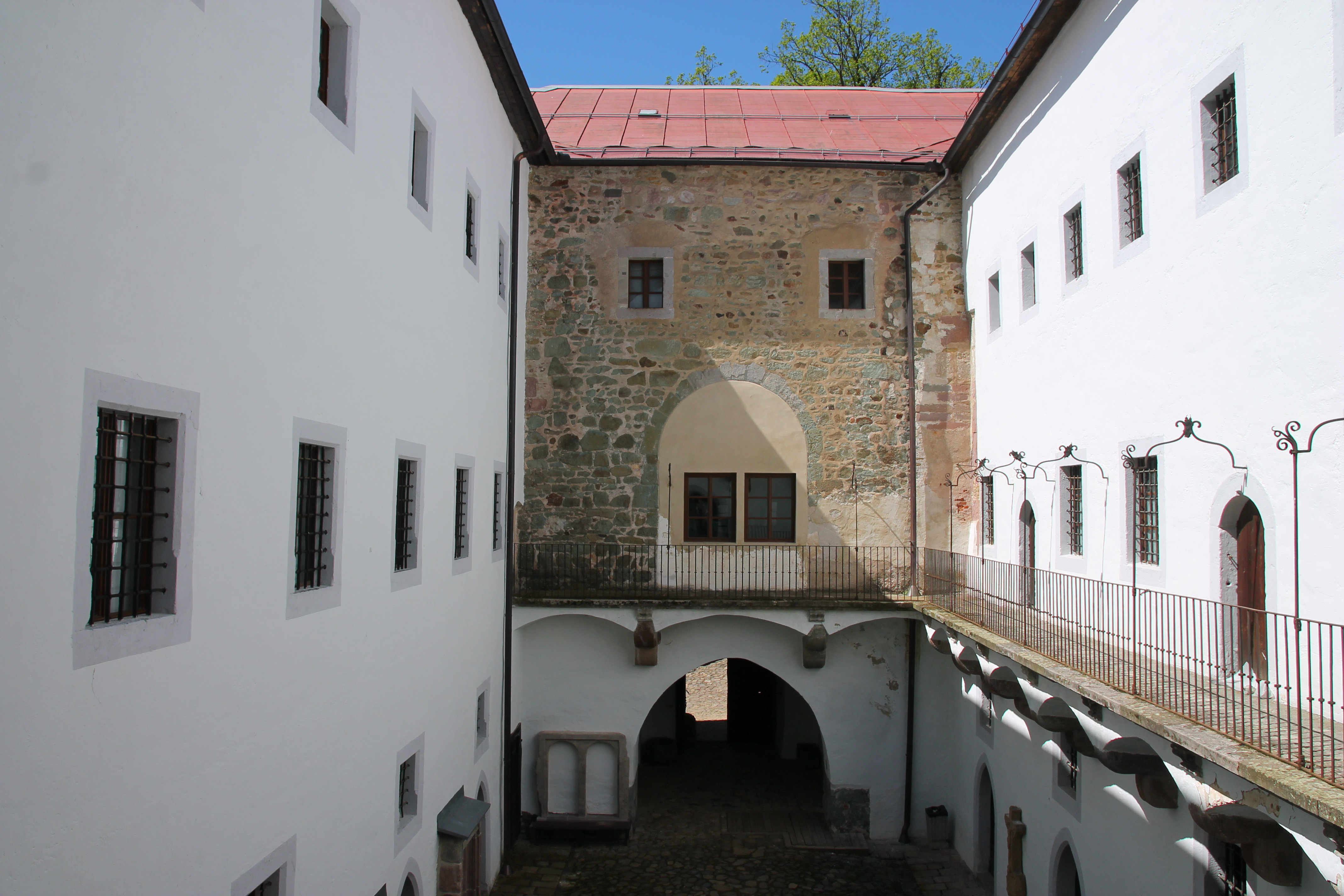
Vnitřní nádvoří Starého zámku
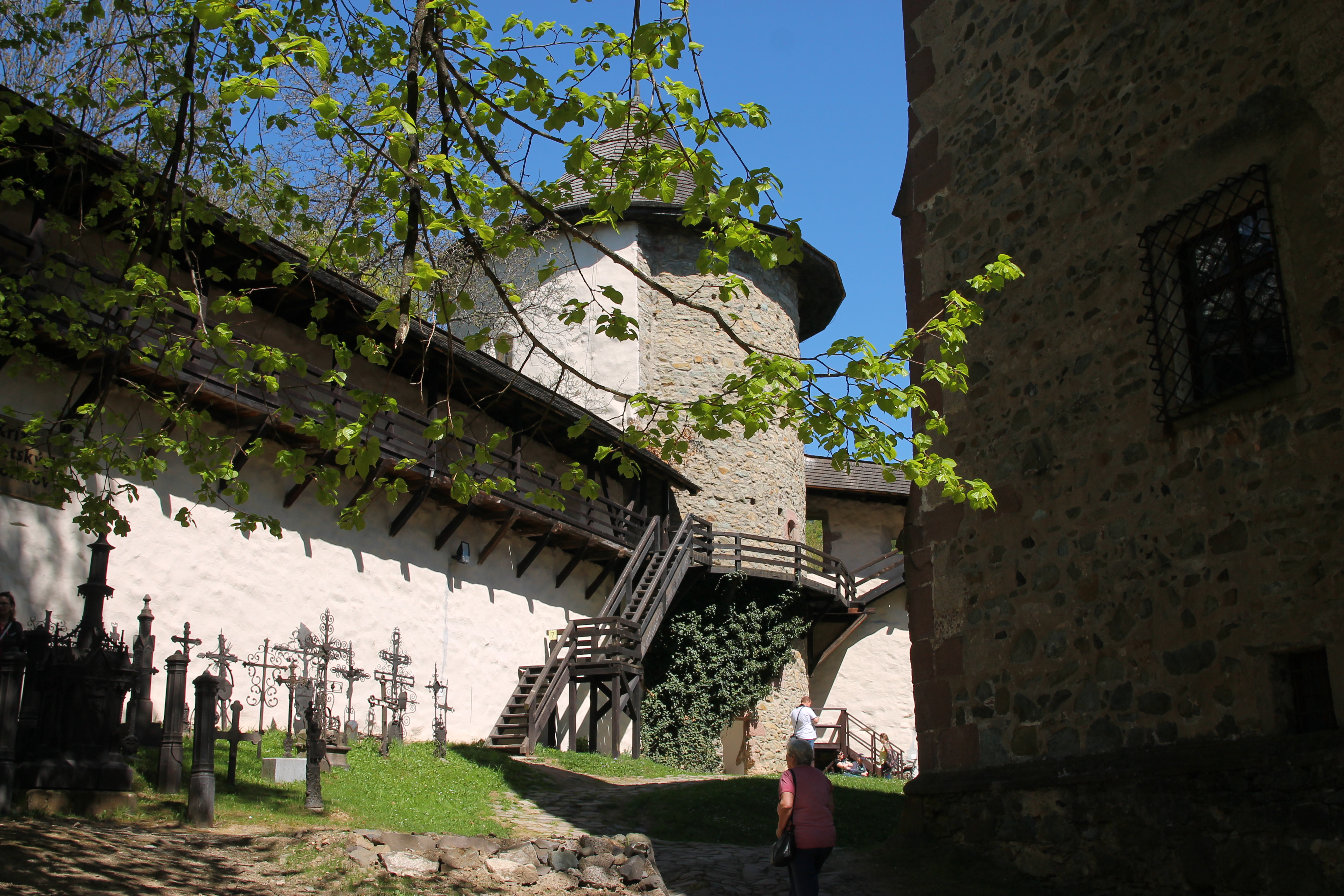
Opevnění Starého zámku
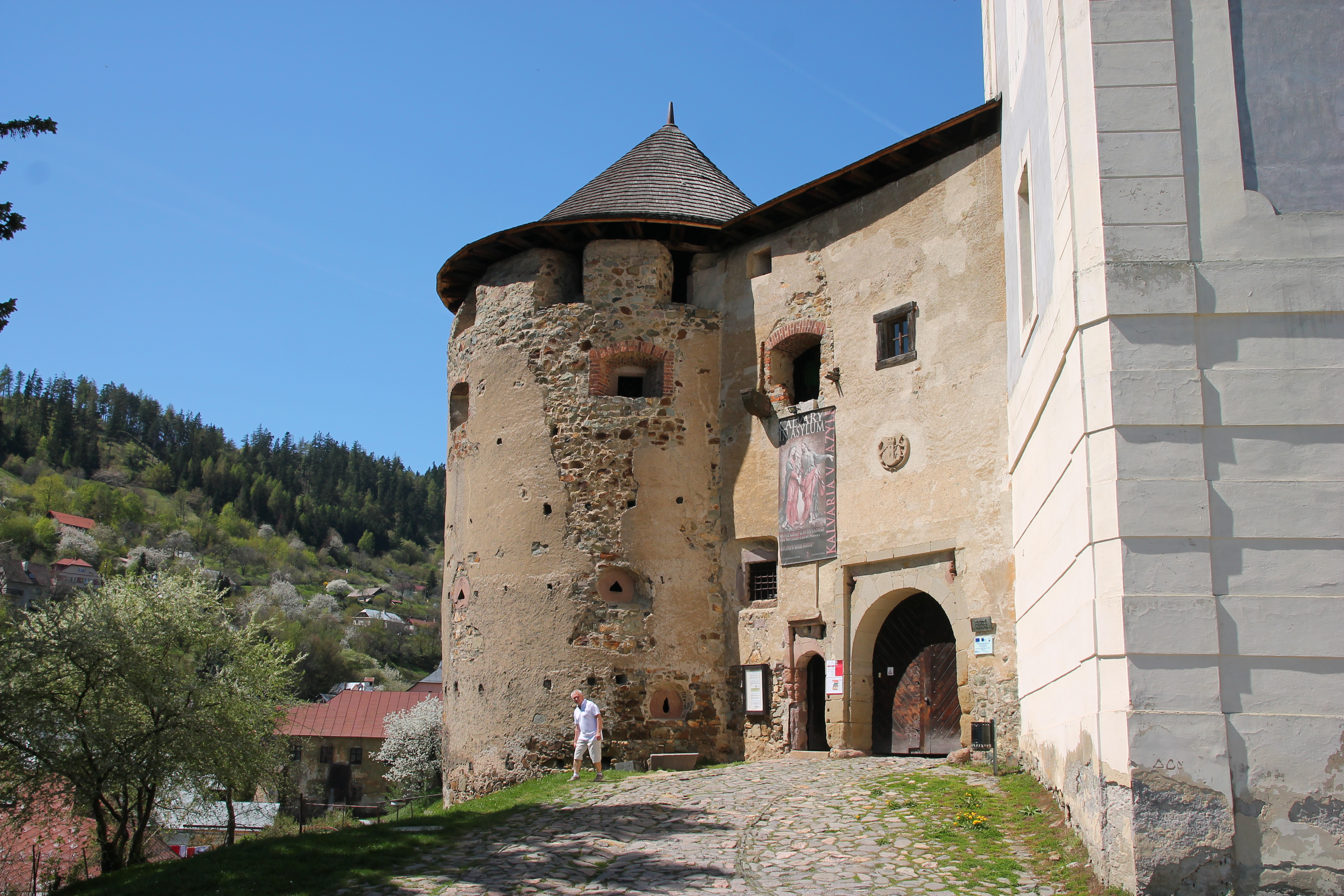
Opevnění Starého zámku
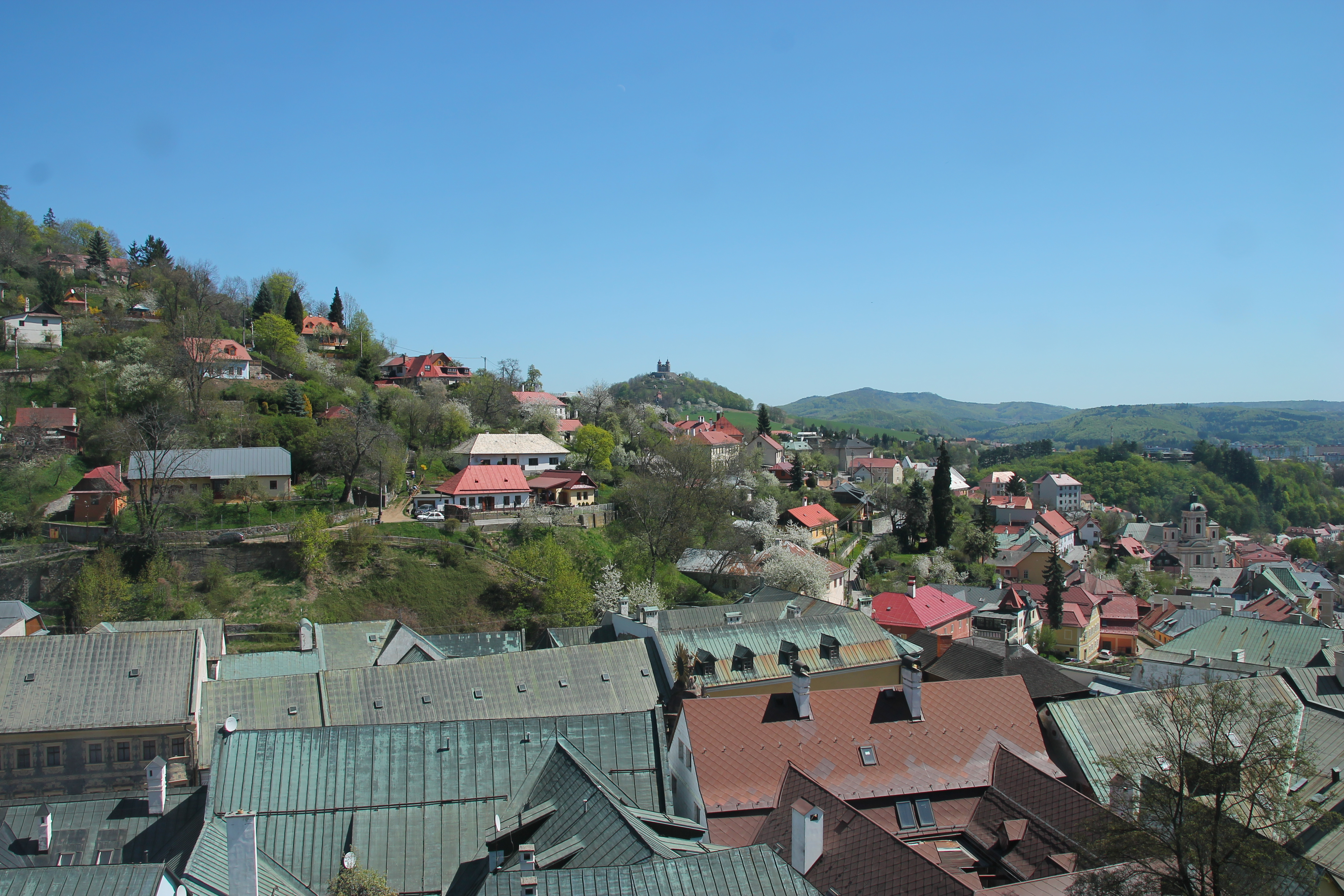
Výhled na město ze zvonice Starého zámku
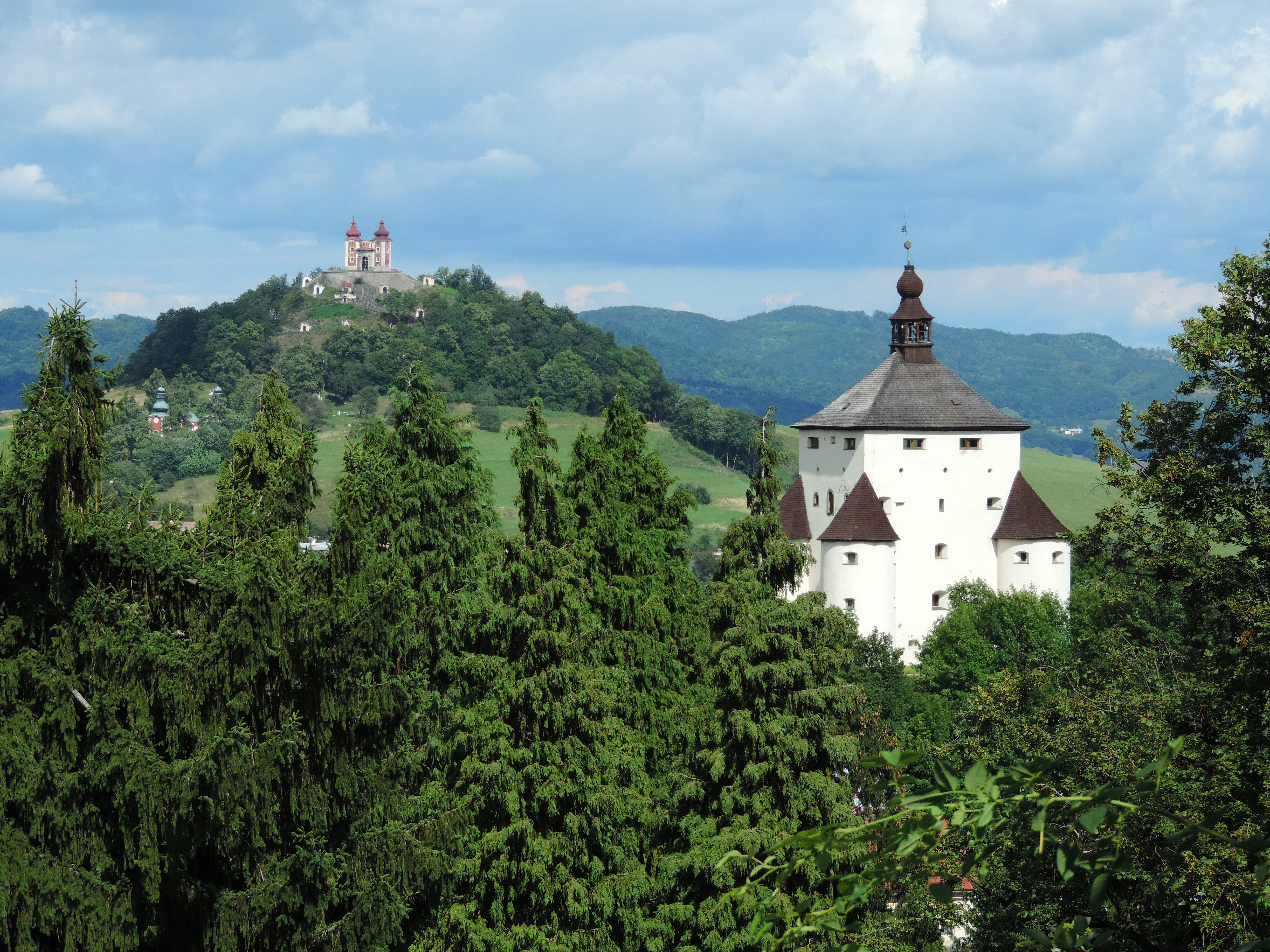
Kalvárie a Nový zámek
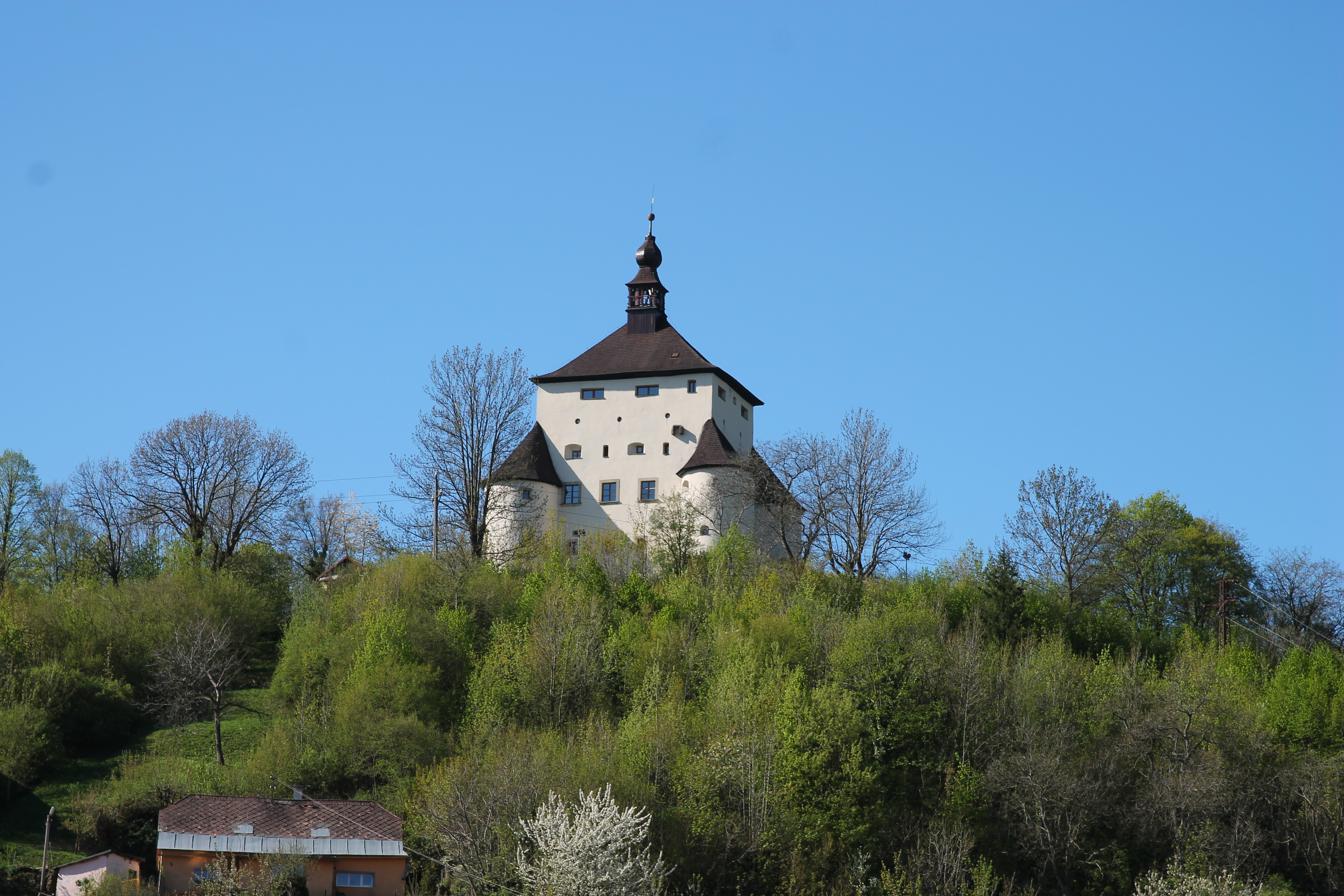
Nový zámek
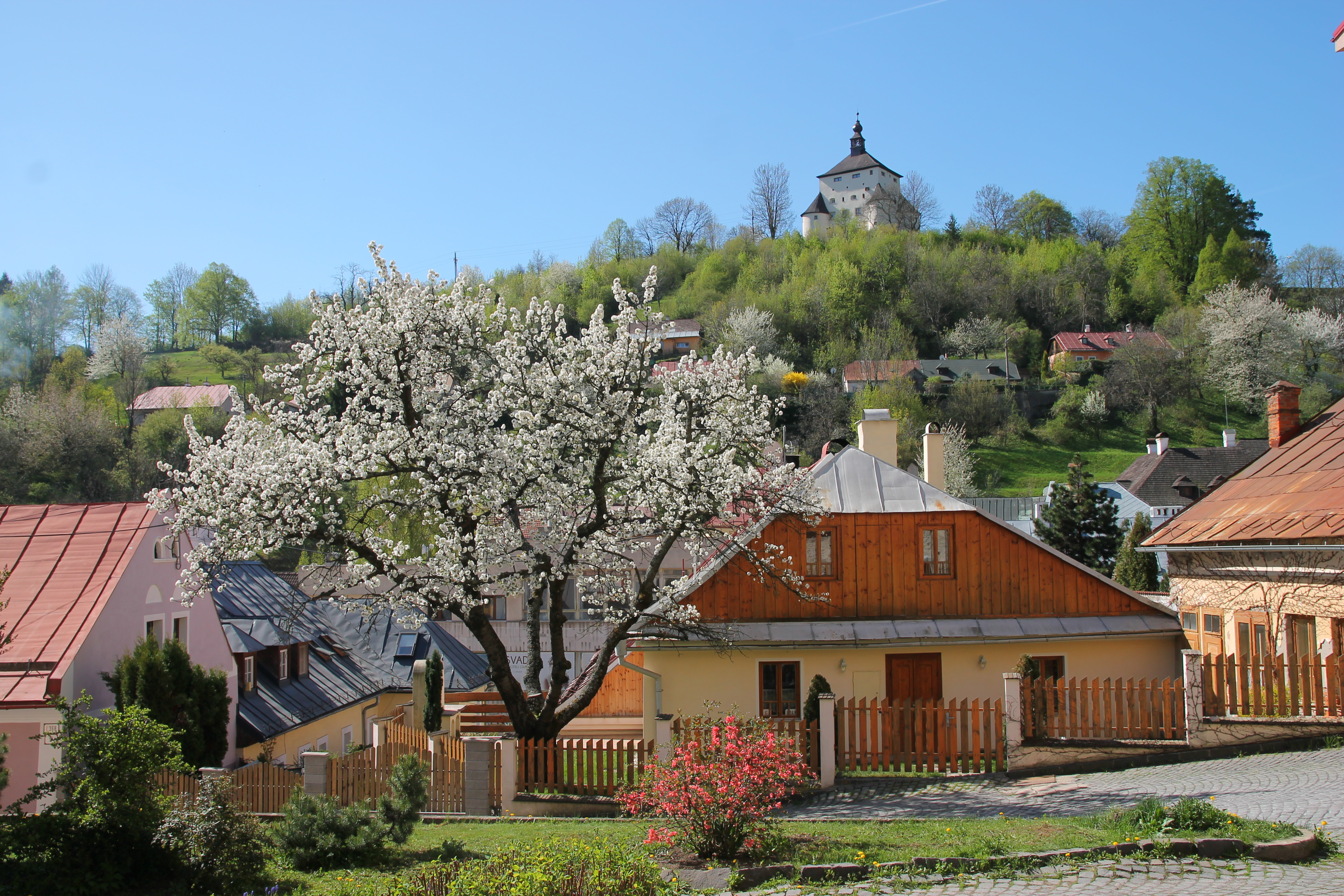
Pohled na Nový zámek z města
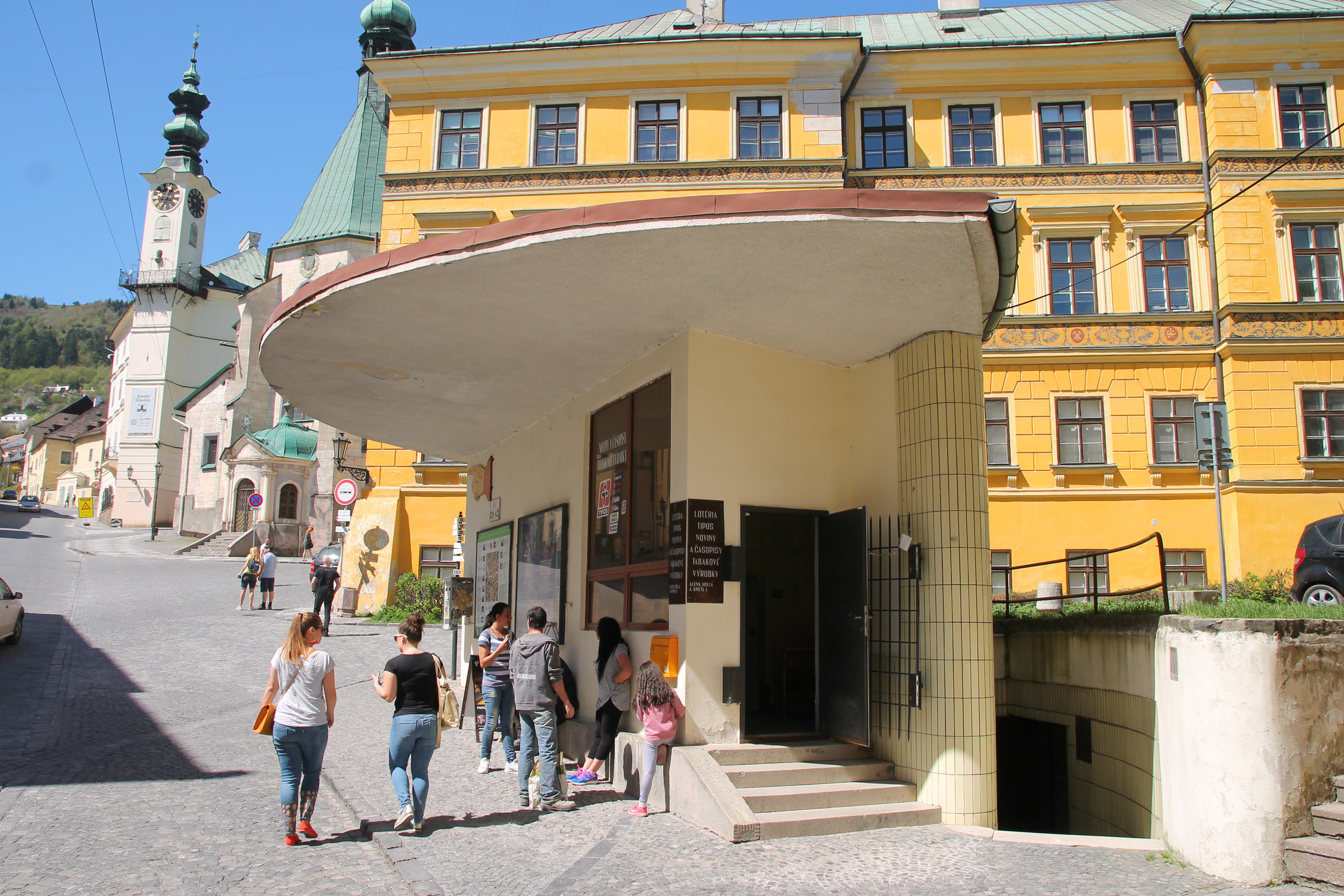
Autobusová zastávka ve starém městě
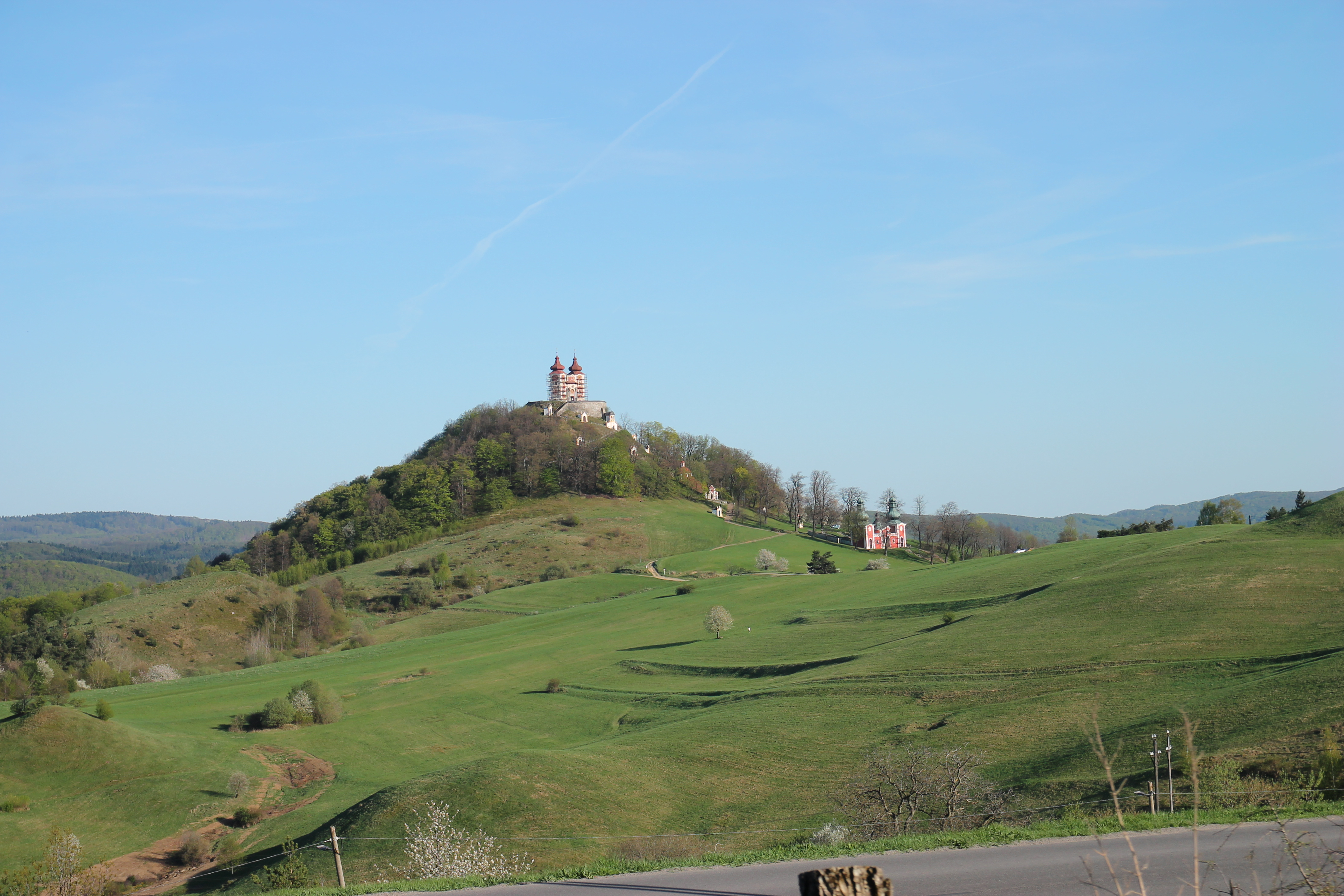
Kalvárie
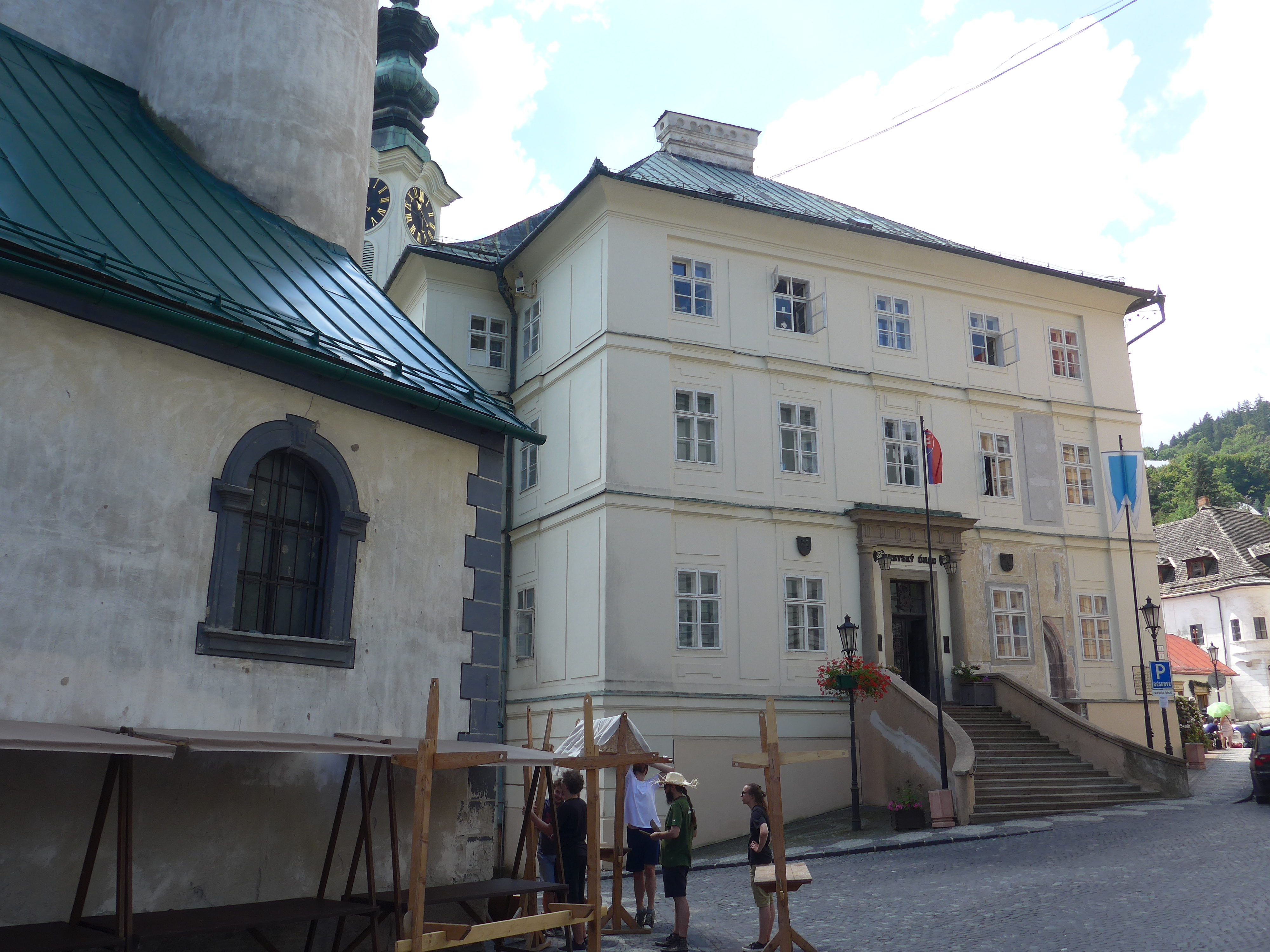
Budova radnice
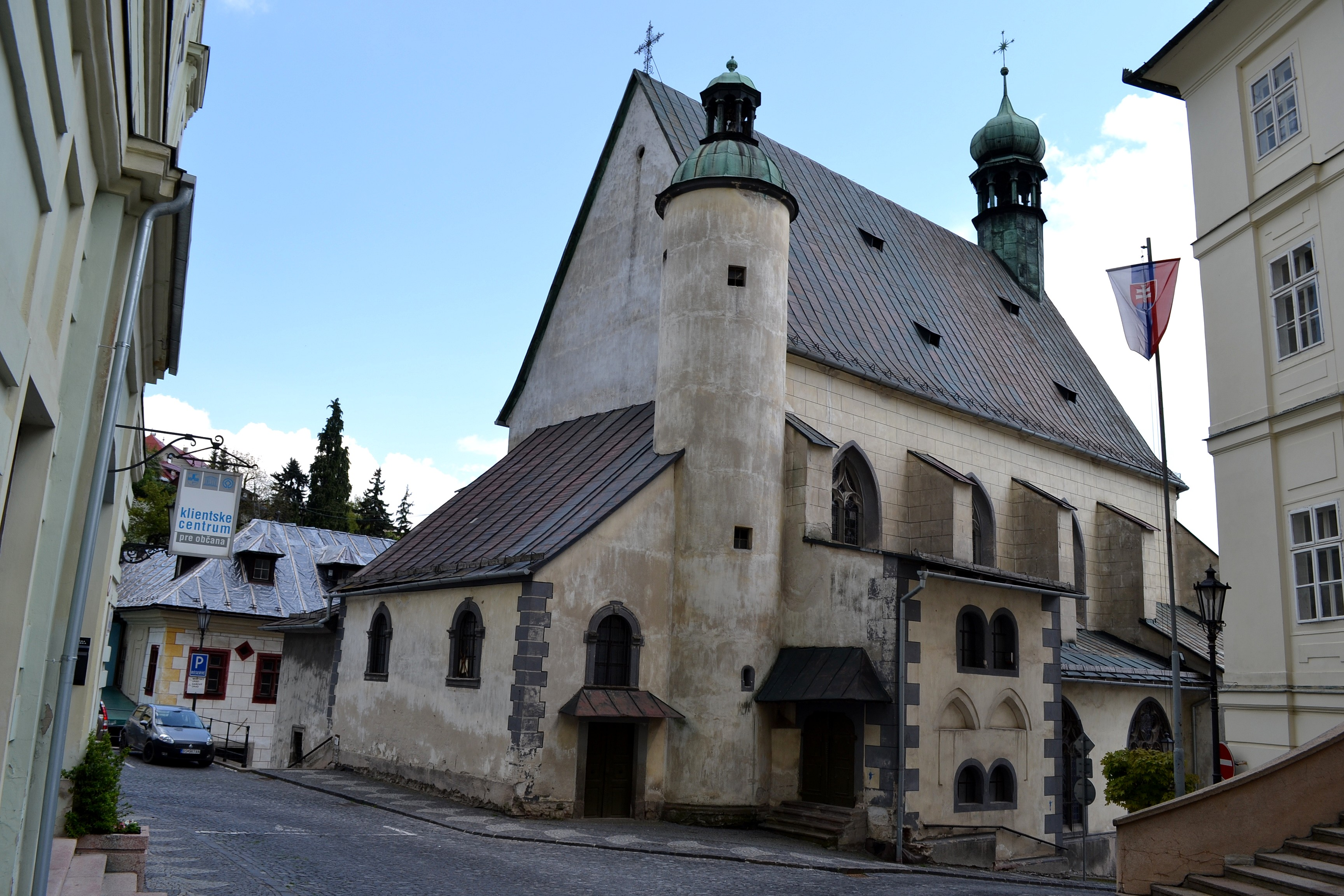
Kostel sv. Kateřiny
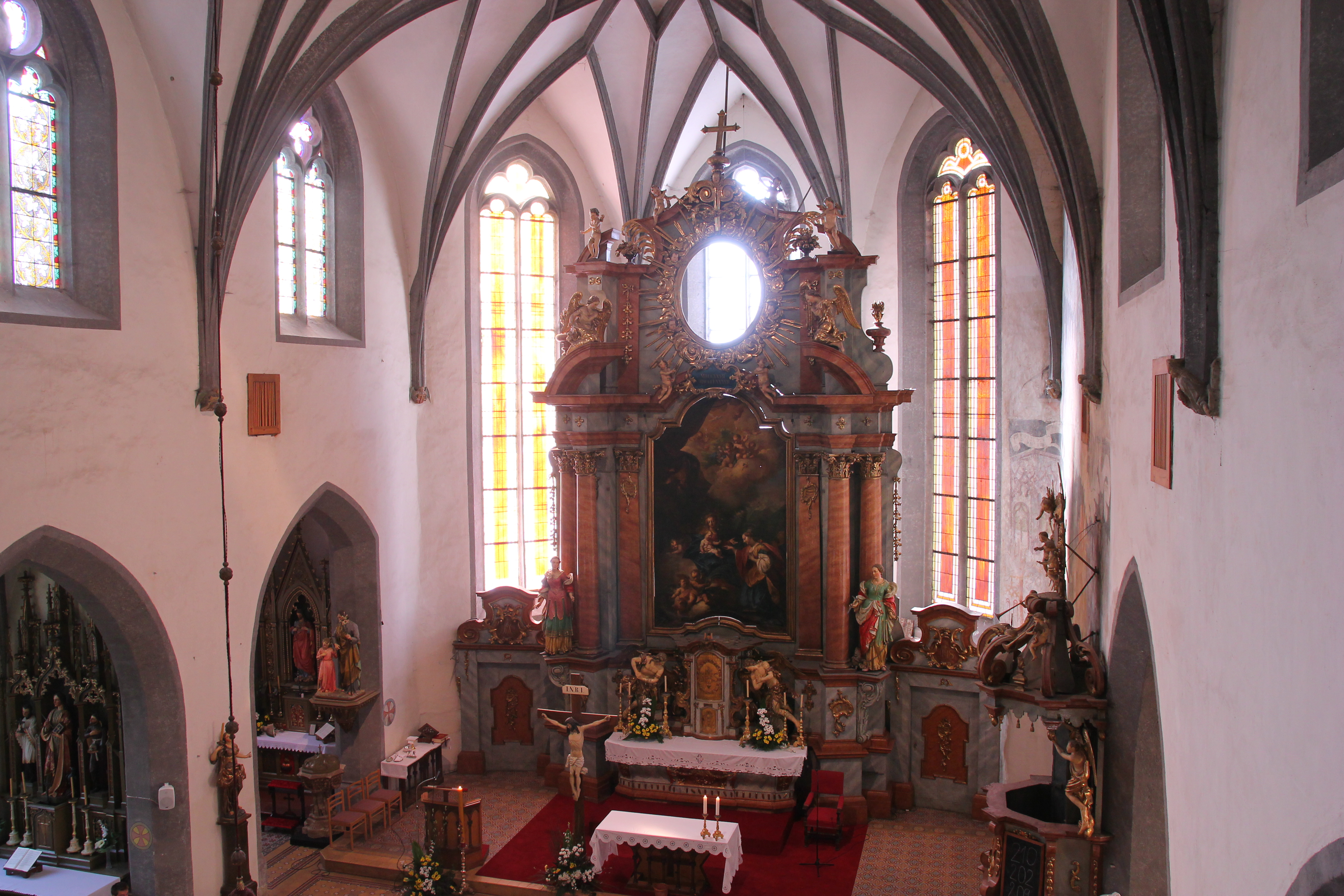
Interiér kostela
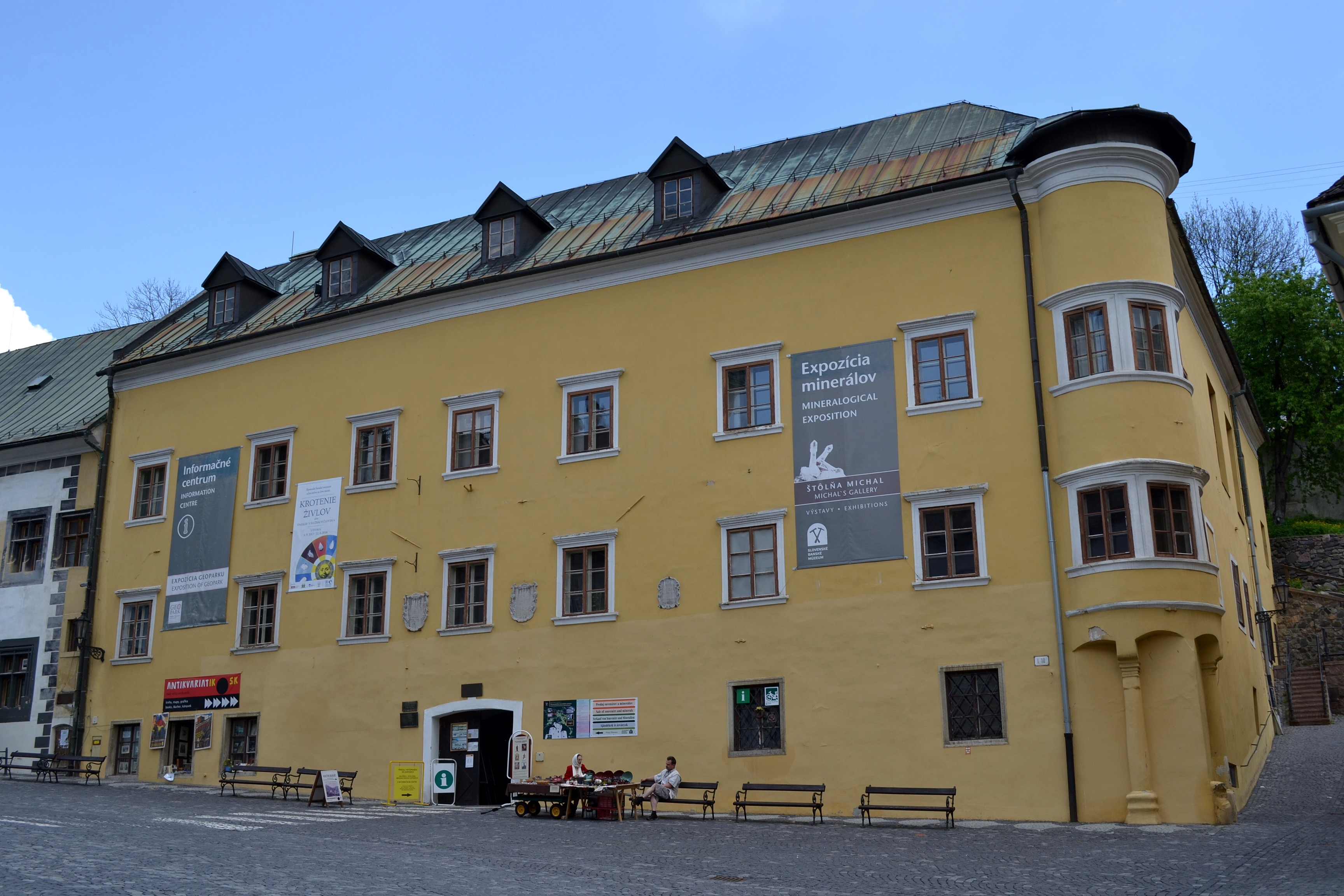
Hellenbachův dům
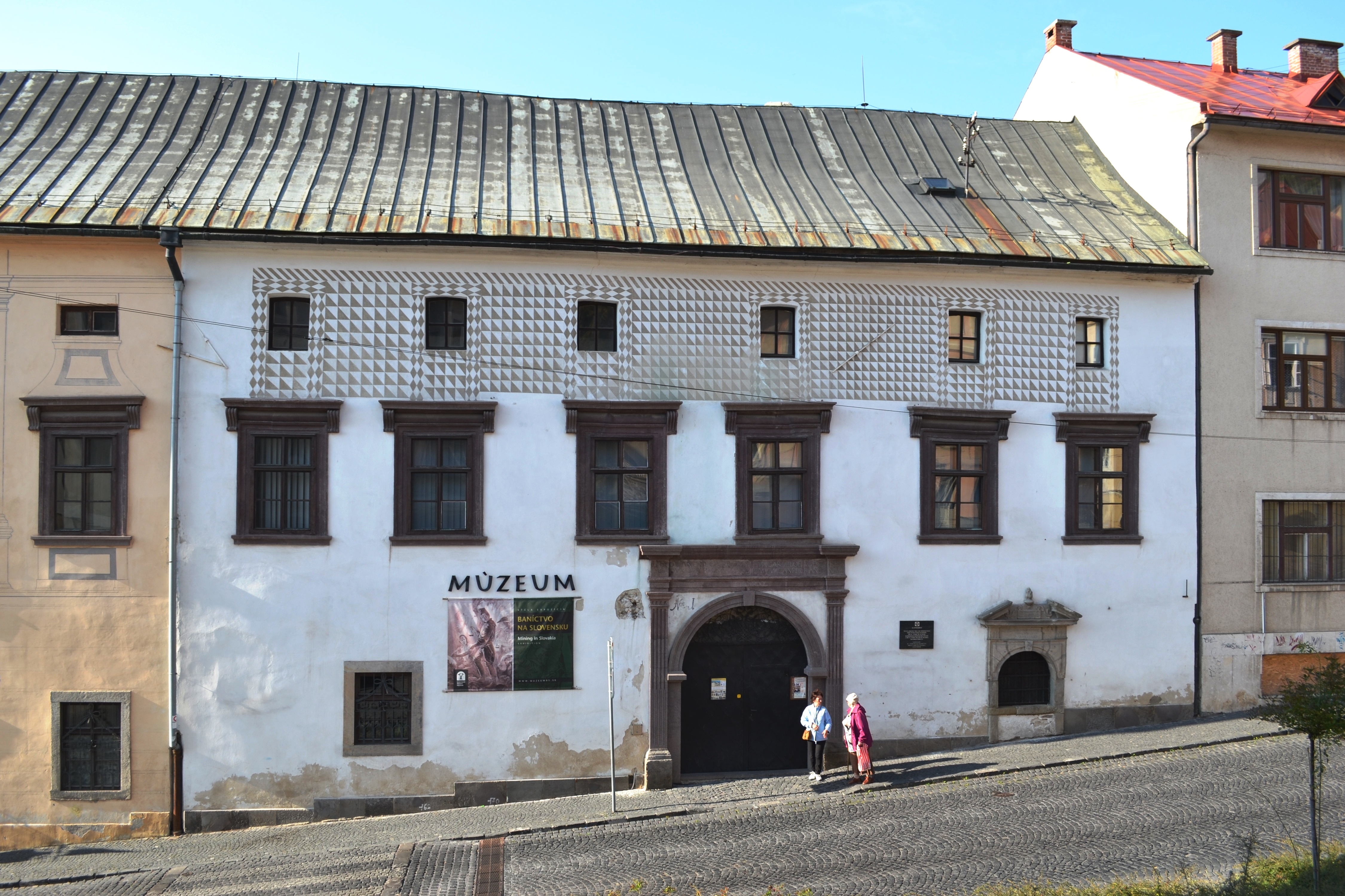
Renesanční dům
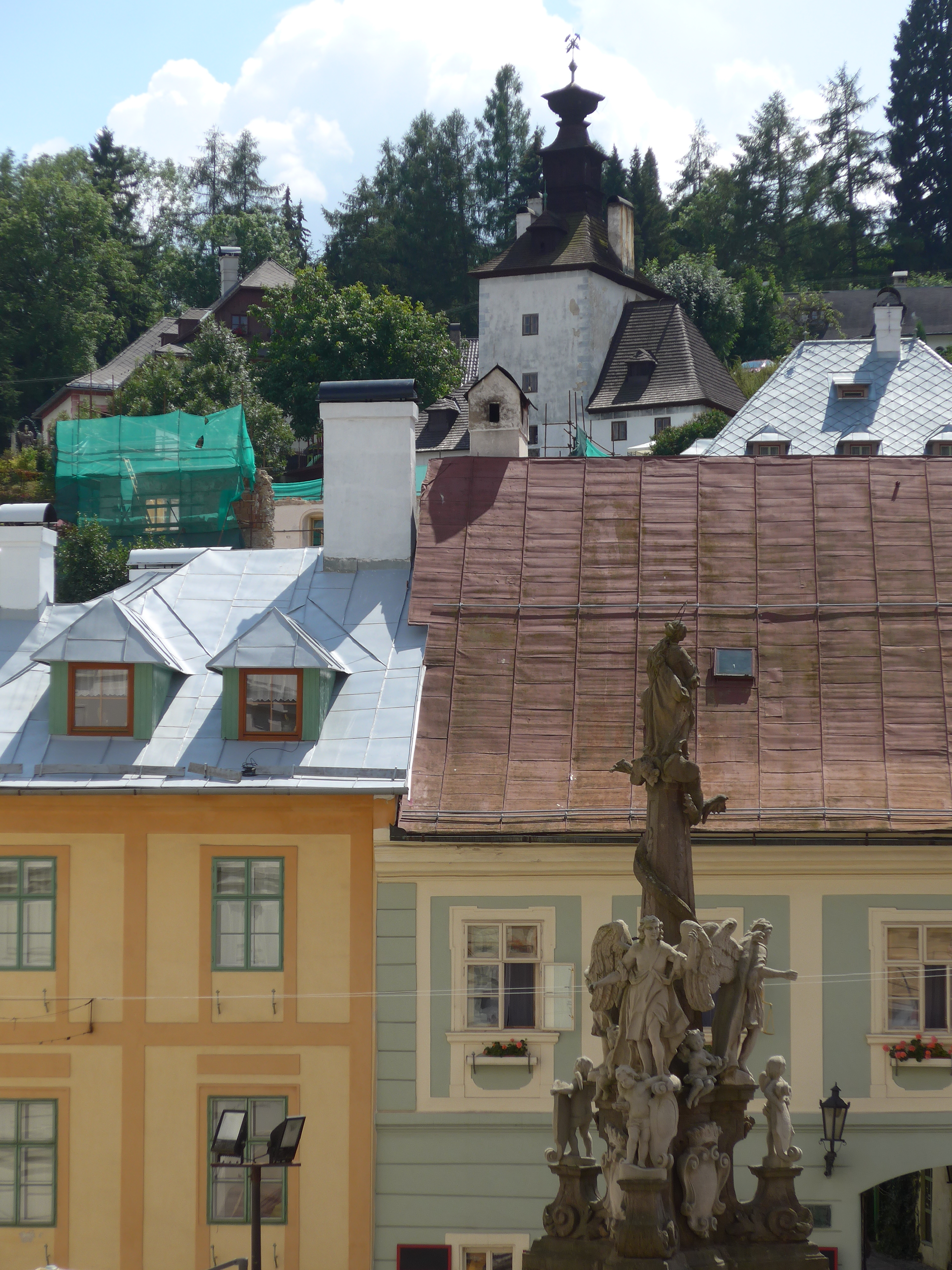
Mariánský sloup, věž Klopačka
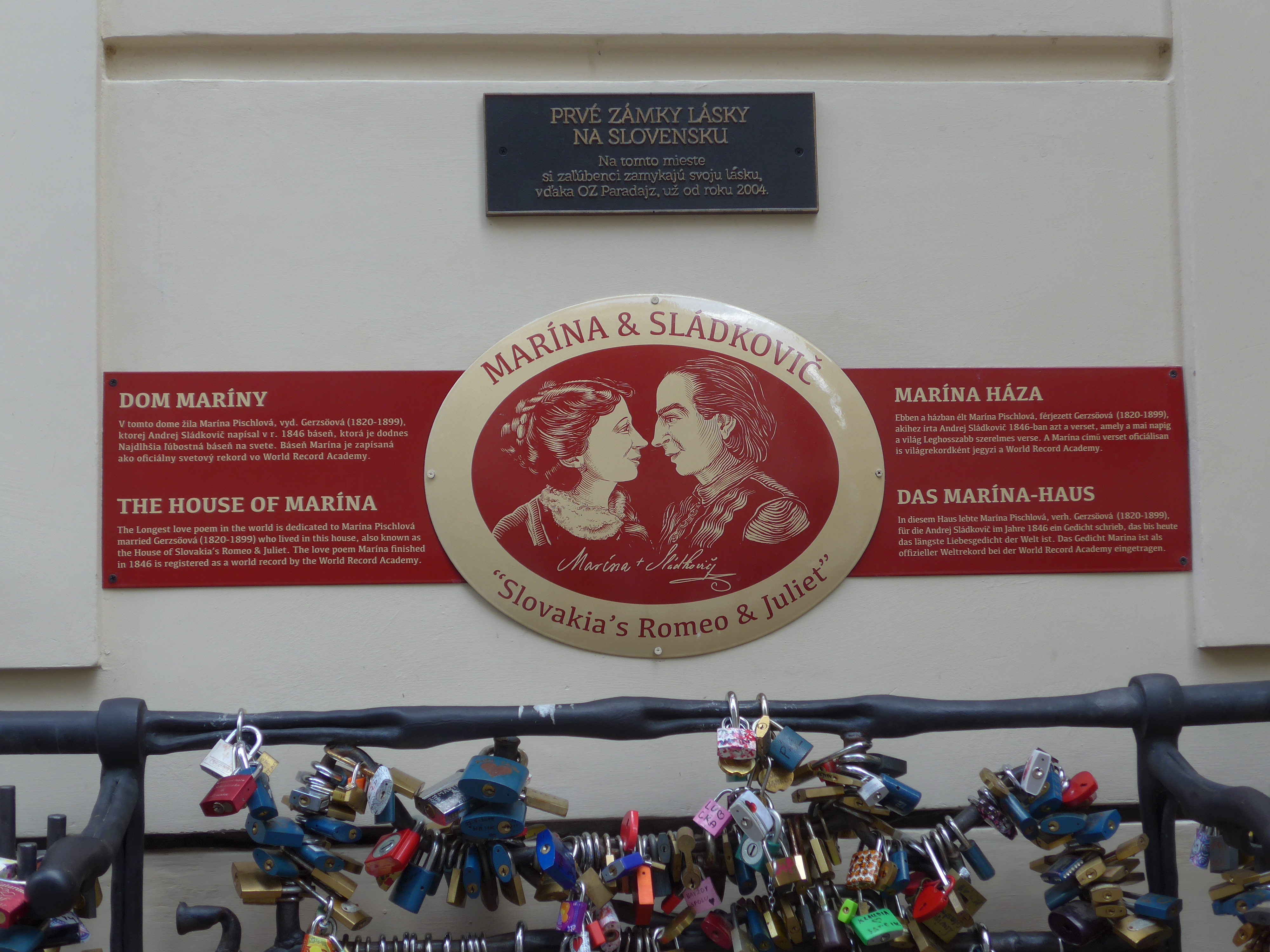
Dům Maríny
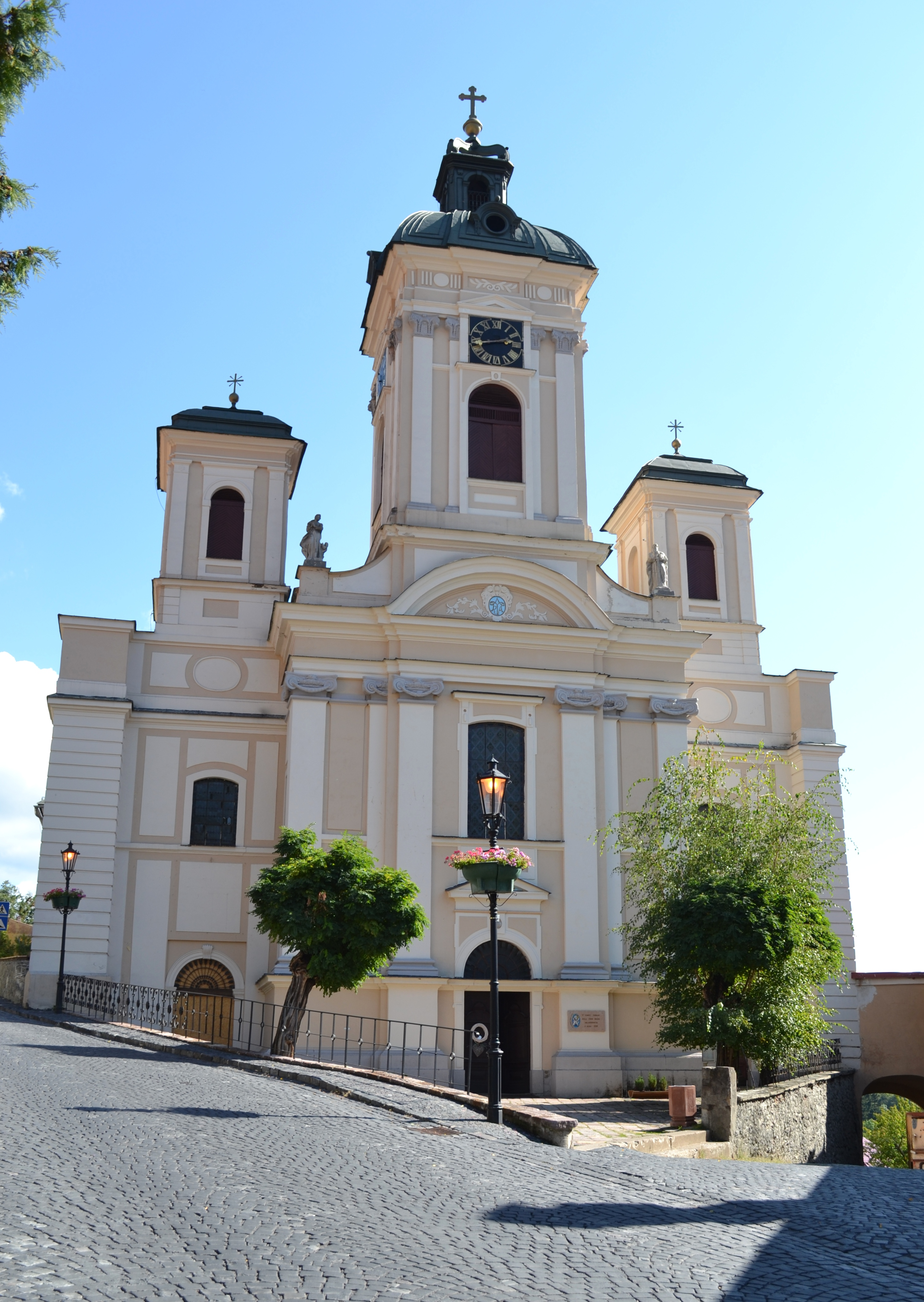
Kostel Nanebevzetí P. Marie
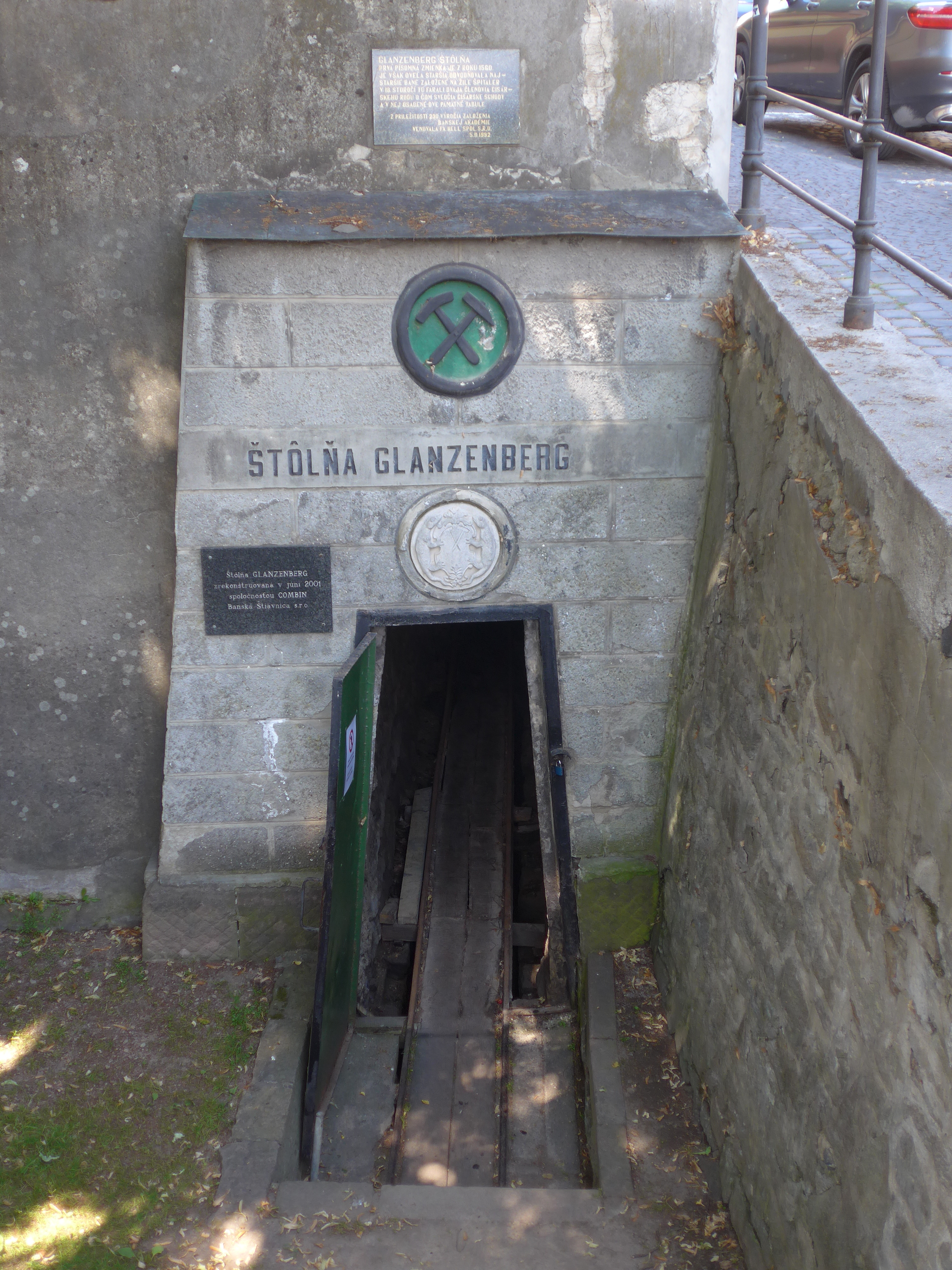
Štola Glanzenberg
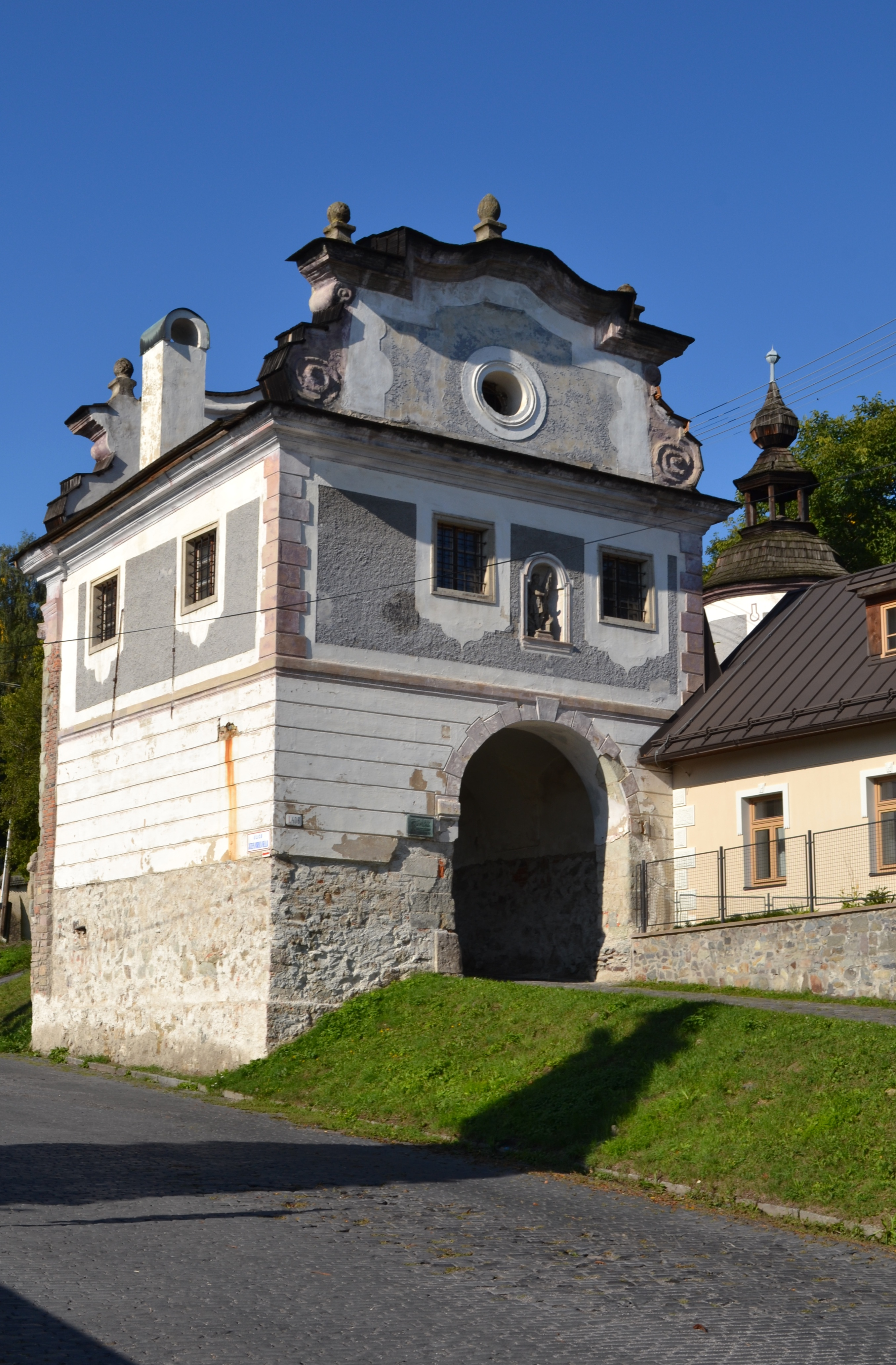
Piargská brána
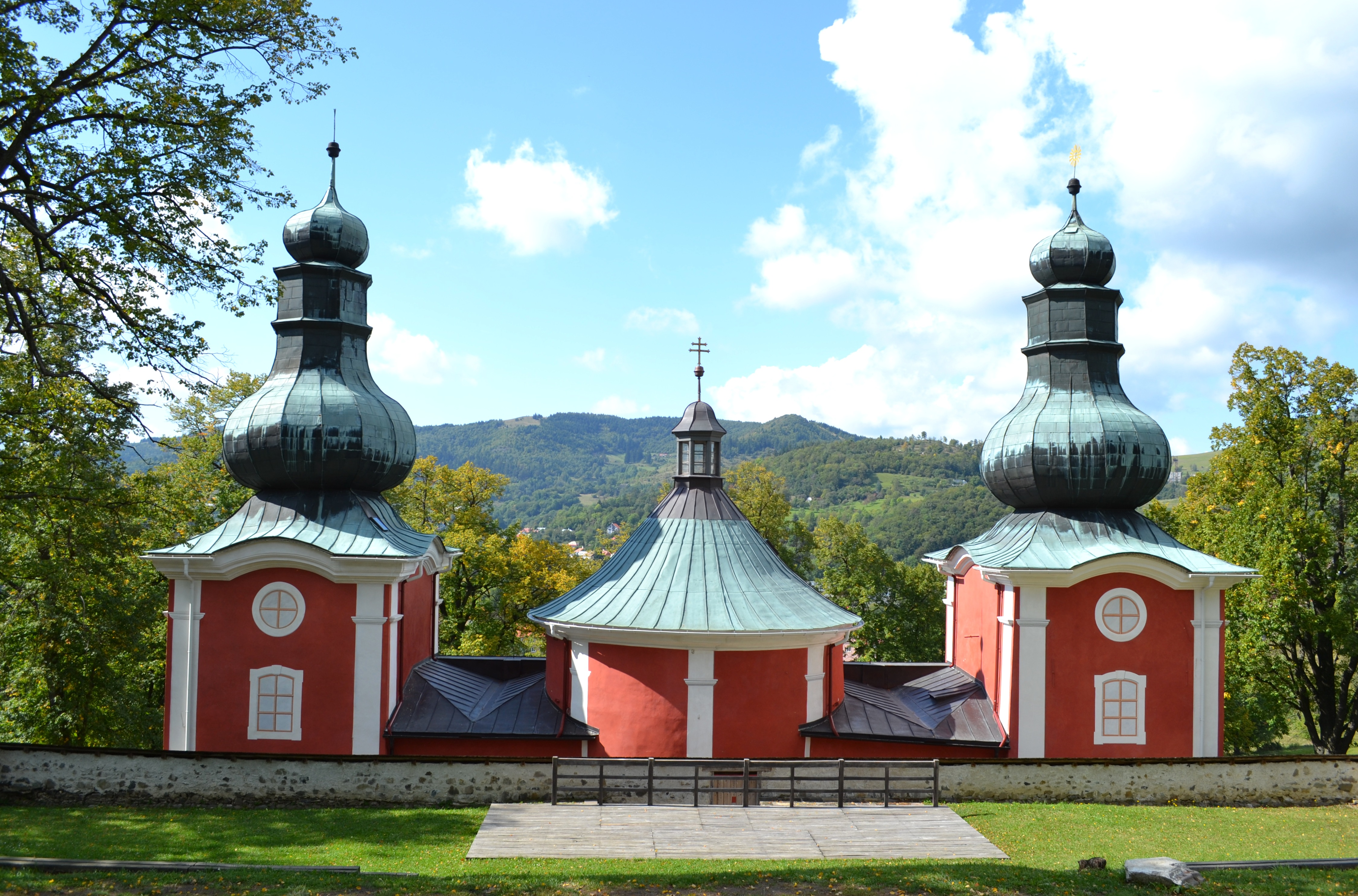
Kalvárie, Dolní kostel
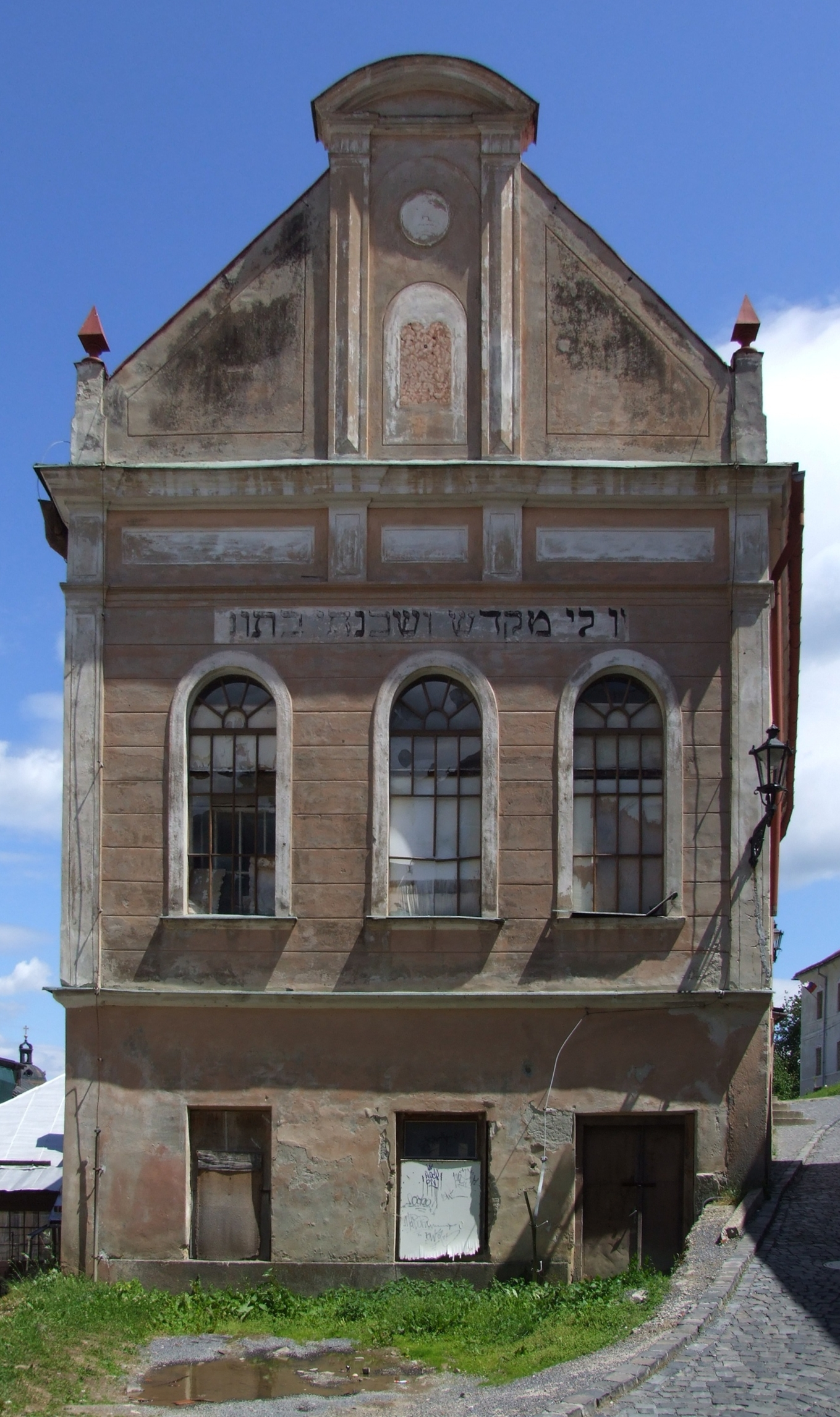
Synagoga
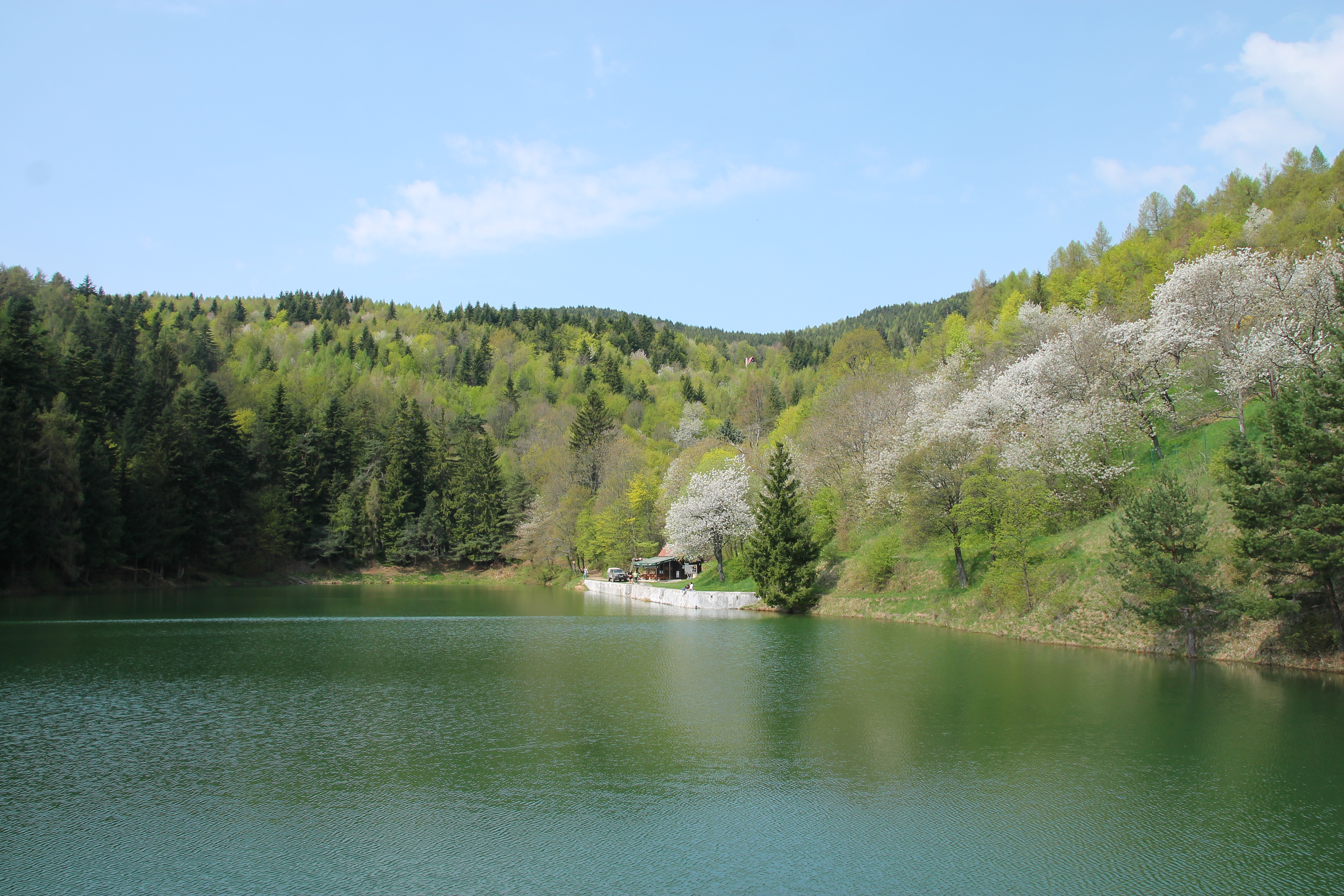
Tajch Klinger